# Davey Lee
Davey Lee (29 de diciembre de 1924 - 17 de junio de 2008) fue un actor infantil de Estados Unidos que intervino en seis largometrajes entre 1928 y 1930. 

## Biografía
Nacido en Hollywood, California, era hermano de otro actor infantil, Frankie Lee (1911-1970)
A los tres años de edad debutó en la pantalla en uno de los primeros títulos sonoros, The Singing Fool (1928), protagonizado por Al Jolson, y en el que encarnaba a Sonny Boy. The Singing Fool resultó una de las películas de mayor éxito antes del estreno de Lo que el viento se llevó (1939). Fue el film de mayor fama de Warner Bros. durante más de diez años. La canción "Sonny Boy", de su banda sonora, se convirtió en la primera canción cinematográfica que vendió más de un millón de copias. 
Davey Lee también hizo el papel del título en el film Sonny Boy (1929), protagonizado por Betty Bronson, y ese mismo año actuó de nuevo junto a Al Jolson en Say It with Songs (1929). 
Sus otras películas fueron Frozen River (1929, en la que intervenía un perro Rin Tin Tin), Skin Deep (1929, interpretando al hijo de John Bowers) y  The Squealer (1930). Éste fue su último título, y en el mismo encarnaba al hijo de Jack Holt. 
Tras ello, Davey no volvió a actuar en el cine, decisión que tomó su madre a fin de que su hijo pudiera disfrutar de una infancia normal. 
En sus últimos años sufrió un ictus e ingresó en el Centro Windsor Gardens Healthcare Centre de Van Nuys, Los Ángeles. Davey Lee falleció en Los Ángeles, California, en 2008, como consecuencia de complicaciones de su enfermedad. 